# إسطركن أطلسي
إسطركن أطلسي (الاسم العلمي:Strychnos atlantica) هو نوع من النباتات يتبع جنس الإسطركن من الفصيلة اللوغانية.